# Matiacoali
Matiacoali  là một tổng thuộc  Gourma (tỉnh) in north-eastern Burkina Faso. Thủ phủ là thị xã Matiacoali. Dân số năm 2006 là 54.574 người.

## Các thị xã và làng xã
Bankartougou, Boadeni, Boaligou, Boulgou, Boulgou-Peulh, Boulmoangou, Boutouanou, Dagou, Datougou, Doufouanou, Gaboali, Gninfoagma, Igori, Kankantiana, Kouyargou, Mantiabdjoaga-Gourmantché, Mantiabdjoaga-Peulh, Nagnoundougou, Nakortougou, Nassougou, Niapani, Oubrinou, Ougarou, Ourkouagou, Ouro-Aou, Ouro-Séni, Piega-Gourt, Piega-Peulh, Pognikouli, Sangbanou, Soam, Tankimbo, Tankpétou, Tiassiery, Yendjoaga-Gourmantché và Yéritagui.